# Pure Inc
Pure Inc war eine Alternative-Rock-Band aus dem Kanton Basel-Landschaft in der Schweiz. Ihr Debütalbum Pure Inc erschien 2004. Die Band erspielte sich bereits mit diesem Album und vielen Liveauftritten in Deutschland und der Schweiz eine feste Fangemeinde. 2006 folgte A New Day’s Dawn. Nach dessen Veröffentlichung verliess Andreas Gentner aus persönlichen Gründen die Band. In Ueli «Hoffi» Hofstetter fand man einen neuen Bassisten, mit dem 2007 das neue Album Parasites and Worms eingespielt wurde. Das Album erschien im August 2008 europaweit beim Hamburger Label Dockyard1. Ende 2010 erschien das Album IV. Anfang 2011 verliess Gitarrist Sandro Pellegrini aus persönlichen Gründen die Band. Später löste sich die Band auf, gab aber nochmals ein Konzert zum 20-jährigen Jubiläum der Band Gurd im Dezember 2014.

## Trivia
Die Band beschreibt ihre Musik wie folgt: «Use 10 grams of Led Zeppelin, 20 grams of Alice in Chains, 30 grams of Black Label Society and 40 grams of Soundgarden, well-shaken and mixed and there goes the explosion called PURE INC.!»

## Diskografie
- 2004: Pure Inc
- 2006: A New Day’s Dawn
- 2008: Parasites and Worms
- 2010: IV